# Peter Hain

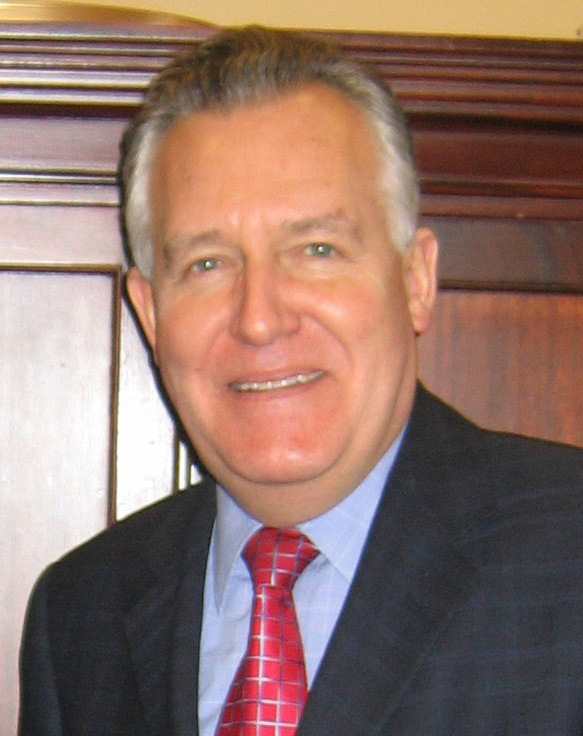
Peter Hain, 2005

Peter Gerald Hain, Baron Hain (* 16. Februar 1950 in Nairobi, Kenia) ist ein britischer Politiker der Labour Party. Hain war von 1991 bis 2015 Mitglied des House of Commons und war unter Tony Blair und Gordon Brown in verschiedenen Ämtern Kabinettsmitglied. Seit 2015 ist er Mitglied des House of Lords.

## Jugend und Ausbildung
Peter Hain ist der Sohn südafrikanischer Eltern, die das Land auf Grund ihres Engagements gegen die Apartheid verlassen mussten und nach London auswanderten. Er besuchte die Emanuel School in London, danach studierte er am Queen Mary and Westfield College der University of London und an der University of Sussex.

## Politische Laufbahn
Hain war zuerst Mitglied der Liberal Party, dort wurde er zum Vorsitzenden der Jugendorganisation der Partei gewählt. Aber im Jahr 1977 wechselte Hain in die Labour Party und gründete die Anti-Nazi League (ANL). 1991 wurde Hain in das House of Commons gewählt. Ab 1995 war es seine Aufgabe, als Whip zu fungieren. Von 1999 bis 2001 war er Staatsminister für Äußere- und Commonwealthangelegenheiten und von 2001 bis 2002 Staatsminister für Europa. Von 2002 bis 2008 war Hain Minister für Wales. Zusätzlich war er von 2003 bis 2005 Lordsiegelbewahrer und Mehrheitsführer im House of Commons. Anschließend war er von 2005 bis 2007 Minister für Nordirland und von 2007 bis 2008 Minister für Arbeit und Renten. Im Januar 2008 trat er wegen mutmaßlicher Verwicklungen in einen Spendenskandal zurück. Bereits 2009 wurde er allerdings erneut Minister für Wales und blieb dies bis 2010. Am 30. März 2015 schied Hain aus dem House of Commons aus. Am 22. Oktober 2015 wurde er zum Life Peer mit dem Titel Baron Hain, of Neath in the County of West Glamorgan, ernannt. Damit wurde er auch Mitglied des House of Lords.
Am 14. Dezember 2015 sprach sich Hain in einem Interview mit der BBC deutlich für den Verbleib des Vereinigten Königreichs in der Europäischen Union aus. Ein Austritt („Brexit“) würde wirtschaftlich vor allem Wales besonders schwer treffen.